# 電脳桜蛙団
電脳桜蛙団（でんのうおうわだん）は、日本の漫画家。矢咲サナエ（ネーム担当）と東くまこ（作画担当）の共同ペンネーム。

## 作品リスト

### 連載作品
- はにかみ日和 - 『まんが4コマぱれっと』（一迅社、Vol.1 - 2008年1月号）全1巻
- セブンスドラゴン - 『月刊ComicREX』（一迅社、2009年8月号 - 2010年3月号）全1巻
- 学園キノ - 『電撃G's Festival! COMIC』（アスキー・メディアワークス、Vol.10 - 13） → 電撃G's magazine（アスキー・メディアワークス、2010年12月号 - 2012年6月号）全3巻
- 真面目くんがネクタイを緩める時 - 原作：cheeery、モバスペBOOK（2016年4月27日 - 2017年5月31日）電子書籍

### 参加作品
- 女装少年アンソロジー 桜組「高木くんと西浦さん」（一迅社 2011年4月27日発売 ISBN 978-4-7580-6245-9）※オリジナル作品

その他、多数のアンソロジー作品に参加。